# Іжевський став
Іже́вський став (Іжевське водосховище) — водосховище, штучне озеро, створене на річці Іж, притоці Ками (басейн Волги) в 1760 році.
Водосховище було створене для водопостачання новозбудованого Іжевського залізоробного заводу. Зараз використовується для водопостачання міста Іжевськ та пасажирського судноплавства. Флотилія складається з пароплавів типу «Москвич» та «Москва».